# Film i Kanada
Kanadensisk film och filmskapande sträcker sig tillbaka till 1900-talets början.
Filmindustrin i Kanada huserar flera studior, främst belägna i fyra storstadsregioner: Toronto, Vancouver, Montreal och Halifax. Ungefär 1000 kanadensisk-engelska och 600 kanadensisk-franska långfilmer har producerats, eller delvis producerats, av den kanadensiska filmindustrin sedan 1911.
Filmscenen i engelsktalande Kanada är starkt sammanflätad med USA:s. Även om det finns en utpräglad kanadensisk filmtradition finns det också kanadensiska filmer som inte har någon urskiljbar kanadensisk identitet (t.ex. Porky's och Klantskallarna), kanadensisk-amerikanska samproduktioner filmade i Kanada (t.ex. Mitt stora feta grekiska bröllop och Saw), amerikanska produktioner filmade i Kanada (t.ex. filmerna Natt på museet och Final Destination-filmerna) och amerikanska filmer med kanadensiska regissörer och/eller skådespelare. Kanadensiska regissörer som främst är kända för sina amerikansk-producerade filmer inkluderar Norman Jewison, Jason Reitman, Paul Haggis och James Cameron; i synnerhet Cameron som skrev och regisserade två filmer med högsta respektive tredje högsta intäkterna genom tiderna, Avatar och Titanic.
Andra noterbara filmskapare från eller baserade i Kanada inkluderar David Cronenberg, Guy Maddin, Atom Egoyan, Patricia Rozema, Sarah Polley, Deepa Mehta, Thom Fitzgerald, John Greyson, Clement Virgo, Allan King, Michael McGowan, Michael Snow, Claude Jutra, Gilles Carle, Denys Arcand, Jean Beaudin, Robert Lepage, Denis Villeneuve, Jean-Marc Vallée, Léa Pool, Xavier Dolan, Philippe Falardeau och Michel Brault.
Kanadensiska skådespelare som nått framgång i Hollywood inkluderar Mary Pickford, Norma Shearer, Christopher Plummer, Donald Sutherland, Michael J. Fox, Keanu Reeves, Jim Carrey, Ryan Gosling, Rachel McAdams och Ryan Reynolds bland andra.